# Heinrich von Plauen
Heinrich von Plauen (ur. 1370 w Turyngii, zm. 1429 w Lochstädt, obecnie osiedle Pawłowo w granicach administracyjnych miasta Bałtyjska) – dwudziesty siódmy wielki mistrz zakonu krzyżackiego w latach 1410–1413.

## Życiorys
Pochodził ze znanego rodu rycerskiego, zasłużonego dla zakonu krzyżackiego. Do Prus przybył ok. 1390 w charakterze gościa zakonu, później został jego pełnoprawnym członkiem.
Początkowo nie pełnił żadnych ważniejszych urzędów i dopiero w 1402 mianowano go komturem Nieszawy. W 1407 został komturem Świecia. W czasie wojny polsko-krzyżackiej 1409–1411, 27 sierpnia 1409 w czasie wypadu polskiej załogi zamku w Bydgoszczy pod Świecie Plauen dostał się do niewoli. Wkrótce potem dążące pod Bydgoszcz oddziały krzyżackie uwolniły komtura, a tamtejszy zamek obległy i zdobyły.
Plauen nie brał udziału w bitwie pod Grunwaldem 15 lipca 1410 r. Na wieść o klęsce zakonu natychmiast pospieszył ze swym hufcem i niedobitkami spod Grunwaldu do Malborka przewidując, że tam właśnie skierują się oddziały polsko-litewskie. Dotarł na czas – i to w dużej mierze dzięki energicznej postawie von Plauena Krzyżacy utrzymali swoją stolicę.
Za zasługi podczas obrony zamku malborskiego kapituła zakonna obrała Heinricha von Plauena wielkim mistrzem w 1410, pomijając innych hierarchów zakonnych, sprawujących ważniejsze funkcje m.in. Wernera von Tettingena, wielkiego szpitalnika i komtura elbląskiego, który uratował się z rzezi grunwaldzkiej. W 1411 wielki mistrz odniósł sukces dyplomatyczny, podpisując z Polską tzw. I pokój toruński na bardzo korzystnych dla Zakonu warunkach. Do jego podpisania odzyskał prawie wszystkie terytoria utracone po klęsce pod Grunwaldem. Jednocześnie, mimo osłabienia militarnego i gospodarczego zakonu, rozpoczął aktywne przygotowania do wojny odwetowej z południowym sąsiadem.
Mimo niekwestionowanych zasług wielki mistrz nie cieszył się poważaniem u braci zakonnych. Von Plauen był człowiekiem porywczym i okrutnym, zwolennikiem rządów twardej ręki. Zwalczał aktywnie opozycję miast pruskich i Związku Jaszczurczego. W 1411 wykrył spisek komtura radzyńskiego Georga von Wirsberga i kazał ściąć Mikołaja Ryńskiego za jego współpracę z Polakami, co tylko zwiększyło jego niepopularność. W końcu wielki mistrz został obalony w 1413 za sprawą wielkiego marszałka i komtura Królewca Michaela Küchmeistra, zwolennika dalszych układów z Polską, który został nowym zwierzchnikiem zakonu. Od 1413 do 1414 był komturem Engelsburga (Pokrzywno). W 1414 uwięziono go razem z bratem, również Heinrichem, byłym komturem gdańskim, w Pokarminie, a następnie w Gdańsku. Plauen odzyskał wolność dopiero w 1422, po śmierci Küchmeistra. Został prokuratorem w Lochstädt, na Półwyspie Sambijskim i zmarł tam w 1429.
W maju 2007 r. odkryto w katedrze w Kwidzynie kryptę ze szczątkami trzech osób. Znaleziono przy nich charakterystyczne zapinki płaszczy i fragmenty szat wykonanych z jedwabiu (bardzo cennego w średniowieczu). Wykonane zostały badania antropologiczne i DNA szczątków, oraz dendrologiczne drewna użytego do wykonania trumien. Badania zakończone w grudniu 2008 potwierdziły, że są to szczątki trzech wielkich mistrzów zakonu krzyżackiego: Wernera von Orseln, Ludolfa Koeniga von Wattzau oraz właśnie Henryka von Plauen.